# Паджи, Паола
Паола Паджи (итал. Paola Paggi; р. 22 декабря 1979, Ивреа, провинция Турин, область Пьемонт, Италия) — итальянская волейболистка. Центральная блокирующая. Чемпионка мира 2002.

## Биография
Игровая карьера Паолы Паджи началась в 12-летнем возрасте в молодёжной команде города Кандело, выступавшей в серии B2 чемпионата Италии (с 1993 — в серии В1). В 1996 волейболистка перешла в «Виченцу», с которой в 1998 дебютировала в серии А1 — ведущем дивизионе итальянского первенства. С командой «Чивидини» (Виченца) связаны первые серьёзные успехи Паджи — победы в розыгрышах Суперкубка Италии и Кубка Европейской конфедерации волейбола (ЕКВ). С 2002 на протяжении 5 сезонов Паджи выступала за «Фоппапедретти» из Бергамо, с которой дважды становилась чемпионкой Италии, дважды выигрывала Лигу чемпионов ЕКВ и по разу — Кубок ЕКВ, Кубок Италии и Суперкубок страны. В 2007—2010 волейболистка играла в команде «Асистел» из Новары. В его составе в третий раз стала обладательницей Кубка ЕКВ, а также выигрывала медали в чемпионате и Кубке Италии и Лиге чемпионов.
В 2010 Паола Паджи заключила контракт с «Универсалом» из Модены, но в январе 2013 команда прекратила своё существование и сезон волейболистка доигрывала в команде «Соверато», выступавшей в серии А2. В сезоне 2013—2014 Паджи сменила два клуба, начав чемпионат в Форли, который в январе из-за финансовых проблем покинул ряд ведущих игроков, в том числе и Паджи, закончившая сезон в «Лю-Джо Воллее» из Модены. В 2014 спустя 7 лет вернулась в «Фоппапедретти».
С 1999 по 2006 годы Паджи выступала за национальную сборную Италии. В её составе приняла участие в двух Олимпиадах (2000 и 2004), двух чемпионатах мира (2002 и 2006), двух розыгрышах Кубка мира (1999 и 2003), трёх чемпионатах Европы (1999, 2001 и 2003), трёх розыгрышах Гран-при (2000, 2004, 2006). Вместе со «скуадрой адзуррой» она выигрывала золотые награды чемпионата мира (в 2002), «серебро» (в 2001) и «бронзу» (в 1999) чемпионатов Европы, «серебро» (в 2004) и «бронзу» (в 2006) Гран-при. Всего же на момент окончания карьеры в сборной Италии (после чемпионата мира 2006) на счету Паолы Паджи 232 матч, проведённых в форме национальной команды.

### Клубная карьера
- 1991—1996 —  «Кандело»;
- 1996—2002 —  «Виченца»;
- 2002—2007 —  «Фоппапедретти» (Бергамо);
- 2007—2010 —  «Асистел Воллей» (Новара);
- 2010—2013 —  «Универсал» (Модена);
- 2013 —  «Соверато»;
- 2013—2014 —  «Форли»;
- 2014 —  «Лю-Джо Воллей» (Модена);
- 2014—2018 —  «Фоппапедретти» (Бергамо).

## Достижения

### Со сборными Италии
- чемпионка мира 2002.
- серебряный (2004) и бронзовый (2006) призёр Мирового Гран-при.
- серебряный (2001) и бронзовый (1999) призёр чемпионатов Европы.
- чемпионка Средиземноморских игр 2001.

### С клубами
- двукратная чемпионка Италии — 2004, 2006;
  - двукратный серебряный призёр чемпионатов Италии — 2005, 2009.
- двукратный победитель розыгрышей Кубка Италии — 2006, 2016;
  - 3-кратный серебряный призёр Кубка Италии — 2004, 2005, 2009.
- двукратный победитель розыгрышей Суперкубка Италии — 2001, 2004.
- двукратный победитель Лиги чемпионов ЕКВ — 2005, 2007;
  - 3-кратный бронзовый призёр Лиги чемпионов ЕКВ — 2003, 2006, 2008.
- 3-кратный победитель розыгрышей Кубка Европейской конфедерации волейбола (ЕКВ) — 2001, 2004, 2009;
  - серебряный призёр Кубка ЕКВ 2000.

### Индивидуальные
- 2009: Лучшая блокирующая «финала четырёх» Кубка Европейской конфедерации волейбола.

## Награды
- Кавалер ордена «За заслуги перед Итальянской Республикой» (8 ноября 2002)[2].
- Золотая цепь «За спортивные заслуги» (11 ноября 2004).